# Kenge (település)
Kenge a Kongói Demokratikus Köztársaság Kwango tartományának fővárosa (2009. február 18-ig, az új alkotmány életbe lépéséig a Bandundu tartománynak városa). Az új alkotmány a Bandundu tartományt három új tartományra osztja, ezeknek egyike lesz Kwango tartomány.